# San Francisco Duraznal
San Francisco Duraznal är en ort i Mexiko.   Den ligger i kommunen Chilón och delstaten Chiapas, i den sydöstra delen av landet, 800 km öster om huvudstaden Mexico City. San Francisco Duraznal ligger 1 280 meter över havet och antalet invånare är 375.
Terrängen runt San Francisco Duraznal är kuperad åt sydost, men åt nordväst är den bergig. Runt San Francisco Duraznal är det ganska tätbefolkat, med 54 invånare per kvadratkilometer. Närmaste större samhälle är Yajalón, 6,3 km norr om San Francisco Duraznal. I omgivningarna runt San Francisco Duraznal växer i huvudsak städsegrön lövskog.